# Combre
Combre är en kommun i departementet Loire i regionen Auvergne-Rhône-Alpes i centrala Frankrike. Kommunen ligger i kantonen Perreux som tillhör arrondissementet Roanne. År 2022 hade Combre 413 invånare.

## Befolkningsutveckling
Antalet invånare i kommunen Combre
| Referens: INSEE |